# Nacho Ferri
Ignacio Ferri Julià, detto Nacho (Montaverner, 5 ottobre 2004), è un calciatore spagnolo, attaccante del Westerlo.

## Caratteristiche tecniche
Attaccante dal fisico imponente, veloce e abile tecnicamente, è bravo nel colpo di testa ed è dotato di un buon tiro; per le sue caratteristiche è stato paragonato a Erling Haaland.

## Carriera

### Club
Arrivato nel 2021 nel settore giovanile dell'Eintracht Francoforte, il 3 novembre 2022 firma il primo contratto professionistico con il club tedesco, di durata triennale. L'11 agosto 2023 prolunga fino al 2026; esordisce in prima squadra il 25 settembre, nella partita di campionato pareggiata per 0-0 contro il Friburgo. Il 4 novembre segna la prima rete con le Aquile, in occasione dell'incontro di Bundesliga vinto per 0-3 contro l'Union Berlino.

### Nazionale
Ha giocato nelle nazionali giovanili spagnole Under-15 ed Under-19.

## Statistiche

### Presenze e reti nei club
Statistiche aggiornate al 15 novembre 2023.
| Stagione        | Squadra               | Campionato      | Campionato | Campionato | Coppe nazionali | Coppe nazionali | Coppe nazionali | Coppe continentali | Coppe continentali | Coppe continentali | Altre coppe | Altre coppe | Altre coppe | Totale | Totale | Totale |
| Stagione        | Squadra               | Comp            | Pres       | Reti       | Comp            | Pres            | Reti            | Comp               | Pres               | Reti               | Comp        | Pres        | Reti        | Pres   | Reti   |        |
| --------------- | --------------------- | --------------- | ---------- | ---------- | --------------- | --------------- | --------------- | ------------------ | ------------------ | ------------------ | ----------- | ----------- | ----------- | ------ | ------ | ------ |
| 2023-2024       | Eintracht Francoforte | BL              | 4          | 1          | CG              | 0               | 0               | UECL               | 2                  | 0                  | -           | -           | -           | 6      | 1      |        |
| Totale carriera | Totale carriera       | Totale carriera | 4          | 1          |                 | 0               | 0               |                    | 2                  | 0                  |             | -           | -           | 6      | 1      |        |